# Cumberland Hill
Cumberland Hill és una concentració de població designada pel cens dels Estats Units a l'estat de Rhode Island. Segons el cens del 2000 tenia 7.738 habitants.

## Demografia
Segons el cens del 2000, Cumberland Hill tenia 7.738 habitants, 3.054 habitatges, i 2.204 famílies. La densitat de població era de 908,1 habitants per km².
Dels 3.054 habitatges en un 33,7% hi vivien nens de menys de 18 anys, en un 60,8% hi vivien parelles casades, en un 8,5% dones solteres, i en un 27,8% no eren unitats familiars. En el 23,4% dels habitatges hi vivien persones soles el 10,7% de les quals corresponia a persones de 65 anys o més que vivien soles. El nombre mitjà de persones vivint en cada habitatge era de 2,53 i el nombre mitjà de persones que vivien en cada família era de 3,01.
Per edats la població es repartia de la següent manera: un 24,6% tenia menys de 18 anys, un 5% entre 18 i 24, un 33,6% entre 25 i 44, un 21,7% de 45 a 60 i un 15% 65 anys o més.
L'edat mediana era de 38 anys. Per cada 100 dones de 18 o més anys hi havia 89,5 homes.
La renda mediana per habitatge era de 57.697 $ i la renda mediana per família de 68.361 $. Els homes tenien una renda mediana de 44.332 $ mentre que les dones 31.650 $. La renda per capita de la població era de 28.879 $. Aproximadament el 2,2% de les famílies i el 2,9% de la població estaven per davall del llindar de pobresa.